# Оператори народження та знищення
Опера́тори наро́дження та зни́щення — пара взаємно спряжених квантовомеханічних операторів, зручних для запису гамільтоніанів квантовомеханічної системи у представленні вторинного квантування.
Оператори народження й знищення визначаються з певними комутаційними властивостями, різними для ферміонів та бозонів.
Оператори народження й знищення позначаються однією літерою, але до символу оператора народження додається додатковий символ спряження. Наприклад, оператору знищення {\displaystyle {\hat {a}}\,} відповідає оператор народження {\displaystyle {\hat {a}}^{\dagger }}.

## Ферміони
Для поля ферміонів вводиться особливий вакуумний стан {\displaystyle |0\rangle }, який відповідає відсутності частинки.
Діючи на цей нульовий вакуумний стан, оператор народження «створює» частинку з хвильовою функцією {\displaystyle \psi }:
{\displaystyle {\hat {a}}^{\dagger }|0\rangle =|\psi \rangle }.
Відповідним чином, оператор знищення, діючи на хвильову функцію частинки {\displaystyle |\psi \rangle }, знищує частинку, переводячи систему в стан {\displaystyle |0\rangle }.
{\displaystyle {\hat {a}}|\psi \rangle =|0\rangle }.
Дія оператора знищення на нульовий стан дає нуль
{\displaystyle {\hat {a}}|0\rangle =0}.
Відповідно, дія оператора народження на стан {\displaystyle |\psi \rangle }, теж дає нуль.
{\displaystyle {\hat {a}}^{\dagger }|\psi \rangle =0}.
Оператор народження й знищення задовольняють наступному антикомутаційному співвідношенню
{\displaystyle {\hat {a}}^{\dagger }{\hat {a}}+{\hat {a}}{\hat {a}}^{\dagger }=1}.
Оператор числа частинок задається виразом
{\displaystyle {\hat {N}}={\hat {a}}^{\dagger }{\hat {a}}}.
Вочевидь
{\displaystyle {\hat {N}}|0\rangle =0;\qquad {\hat {N}}|\psi \rangle =1|\psi \rangle .}

### Різні стани
Для ферміона, який може перебувати в різних станах, оператори народження й знищення визначаються для кожного з цих станів.
Нехай у гільбертовому просторі станів ферміона заданий ортоноромований базис {\displaystyle \psi _{n}=|n\rangle }. Оператори народження й знищення {\displaystyle {\hat {a}}_{n}^{\dagger }} і {\displaystyle {\hat {a}}_{n}} для різних станів комутують між собою.
{\displaystyle {\hat {a}}_{n}^{\dagger }{\hat {a}}_{n^{\prime }}-{\hat {a}}_{n^{\prime }}{\hat {a}}_{n}^{\dagger }=0} при {\displaystyle n\neq n^{\prime }}.
Будь-який квантовомеханічний оператор {\displaystyle {\hat {A}}} можна записати у вигляді
{\displaystyle {\hat {A}}=\sum _{n,n^{\prime }}A_{n,n^{\prime }}{\hat {a}}_{n}^{\dagger }{\hat {a}}_{n^{\prime }}},
де
{\displaystyle A_{n,n^{\prime }}=\langle n|{\hat {A}}|n^{\prime }\rangle } — матричний елемент оператора.

### Гамільтоніан
Виражений через оператори народження й знищення, гамільтоніан квантовомеханічної системи, набирає особливо зручного вигляду, якщо ортогональний базис, для якого визначаються оператори народження й знищення, відповідає власним функціям певного модельного гамільтоніану {\displaystyle {\hat {H}}_{0}}:
{\displaystyle {\hat {H}}_{0}|n\rangle =E_{n}|n\rangle }.
Розбиваючи гамільтоніан на дві частини:
{\displaystyle {\hat {H}}={\hat {H}}_{0}+{\hat {V}}},
й переходячи до зображення операторів народження й знищення, його можна записати, як
{\displaystyle {\hat {H}}=\sum _{n}E_{n}{\hat {a}}_{n}^{\dagger }{\hat {a}}_{n}+\sum _{n,n^{\prime }}V_{n,n^{\prime }}{\hat {a}}_{n}^{\dagger }{\hat {a}}_{n^{\prime }}}

## Бозони
Для бозонів оператори народження й знищення вводяться аналогічно тому, як це робиться для гармонічного осцилятора.
Бозони є квантовим аналогом класичних полів, які характеризуються інтенсивністю. При переході до квантової механіки ця характеристика зберігається у вигляді числа частинок у певному стані. Для стану
{\displaystyle |n\rangle } можна ввести оператор кількості частинок
{\displaystyle {\hat {N}}}, виходячи із співвідношення
{\displaystyle {\hat {N}}|n\rangle =n|n\rangle }.
Оператор числа частинок виражається через оператори народження й знищення аналогічно тому, як для ферміонів
{\displaystyle {\hat {N}}=a^{\dagger }a}.
Нульовий (вакуумний) стан {\displaystyle |0\rangle } відповідає відсутності частинок. Стан із одним бозоном утворюється із нульового стану, якщо подіяти на нього оператором народження
{\displaystyle a^{\dagger }|0\rangle =|1\rangle }.
Відповідно,
{\displaystyle a|1\rangle =|0\rangle }.
З огляду на те, що хвильові функції бозонів симетричні щодо перестановки частинок, оператори народження й знищення для них задовільняють комутаційним співвідношенням
{\displaystyle [a,a^{\dagger }]=aa^{\dagger }-a^{\dagger }a=1}.

Для опису полів, наприклад електромагнітного поля оператори народження й знищення вводяться для кожної частоти фотона.
Гамільтоніан поля має вигляд
{\displaystyle {\hat {H}}=\sum _{\mathbf {k} }\hbar \omega _{\mathbf {k} }\left(a_{\mathbf {k} }^{\dagger }a_{\mathbf {k} }+{\frac {1}{2}}\right)},
де {\displaystyle \hbar } — зведена стала Планка, {\displaystyle \mathbf {k} } — хвильовий вектор, {\displaystyle \omega _{\mathbf {k} }} — частота хвилі з хвильовим вектором
{\displaystyle \mathbf {k} }. Доданок 1/2 відповідає енергії нульових коливань.